# 高尔顿龙
高爾頓龍（學名Galtonia）是伪鳄类的一個屬，生存於三疊紀晚期的北美洲，過去曾被歸類於偽鱷亞目。化石發現於美國賓夕法尼亞州，並由愛德華·德林克·科普在1878年首先描述、命名。
模式種是G. gibbidens，原先被科普分類在槽齒龍中，但在1994年被建立一個新屬。由於夏風信子屬的拉丁學名也是「Galtonia」，因而引起了更多的混淆。但這兩個屬來自於不同的界，因此沒有重新命名的必要。
高爾頓龍曾被分類為鳥臀目恐龍之中，但就像雷留圖龍一樣，實際上是非恐龍的主龍類。